# 瓦尔韦克
瓦尔韦克（荷蘭語發音：[ˈʋaːlʋɛik] ⓘ），是荷兰南部北布拉班特省的一个市镇和城市，总人口38,920。靠近A59公路与N261公路。
瓦尔韦克市镇由瓦尔韦克及其周边的Capelle, Vrijhoeve-Capelle, Sprang 、Waspik组成。